# Mormo nyctichroa
Mormo nyctichroa là một loài bướm đêm trong họ Noctuidae.